# 삼성 갤럭시 노트 시리즈
삼성 갤럭시 노트 시리즈(Samsung Galaxy Note Series)는 삼성전자가 제조하는 안드로이드 기반의 스마트폰이다. 터치펜인 S펜이 내장되어 있다.
| 삼성 갤럭시 노트 시리즈         |
| ------------------------------- |
| 삼성 갤럭시 노트                |
| 삼성 갤럭시 노트 II             |
| 삼성 갤럭시 노트3               |
| 삼성 갤럭시 노트4 / 노트 엣지   |
| 삼성 갤럭시 노트5               |
| 삼성 갤럭시 노트7 / 노트 FE     |
| 삼성 갤럭시 노트8               |
| 삼성 갤럭시 노트9               |
| 갤럭시 노트10 / 노트10+         |
| 갤럭시 노트 20 / 노트 20 울트라 |

## 모델

### 스마트폰

#### 갤럭시 노트20/노트20 울트라
추가 내용 2021년 노트21 생산 무산, 갤럭시 S 울트라 시리즈로 대체 

## 같이 보기
- S펜
- 삼성 갤럭시 S 시리즈
- 삼성 갤럭시 탭 시리즈
- LG V 시리즈
- 패블릿